# Райнер Рауфманн
Маркос Райнер Рауфманн (26 лютого 1967) — німецький і кіпрський футболіст, нападник. Другий за результативністю гравець в історії чемпіонату Кіпра.

## Німеччина
Народився в Клеве (федеральна земля Північний Рейн-Вестфалія). З 16 років займався футболом у клубі «Амберг» з однойменного міста. У статусі напівпрофесіонала виступав у Баварській футбольній лізі (третій за рівнем дивізіон німецького футболу). Чотири сезони захищав кольори клубів «Блау-Вайс» (Берлін) і «Меппен», представників другої бундесліги.
1995 року уклав угоду з франкфуртським «Айнтрахтом». Першу гру в бундеслізі провів 12 серпня проти «Карлсруе» (нічия 2:2). За підсумками сезону «Айнтрахт» посів передостаннє місце і опустився до нижчого дивізіону, а Рауфманн перейшов до «Армінії». Після чотирьох ігор за команду з Білефельда був орендований до завершення сезону австрійським ЛАСКом.

## Кіпр
Влітку 1997 року став гравцем кіпрської команди «Омонія» з Нікосії. У дебютному сезоні відзначився 42 забитими мячами. Цей показник став найкращим того року в Європі, але отримати «Золотий бутс» завадив низький коефіцієнт першості средиземноморської держави. Кращим бомбардиром чемпіонату ставав і в наступні три сезони. У перші роки чудово взаємодіяв з капітаном команди Костасом Малеккосом. 2001 року нікосійці стали кращою командою чемпіонату, а 2003-го — повторили цей успіх. Всього за «Омонію» забив 192 голи в 153 лігових матчах і є другим бомбардиром в історії клубу (поступається Сотірісу Каяфасу — 261).
Після декількох років проживання на острові Рауффманн отримав громадянство. За збірну Кіпру дебютував у відбірковому матчі чемпіонату Європи 2002 проти команди Франції (поразка 1:2). На той час йому виповнилося 35 років. До квітня наступного року виходив на поле проти збірних Мальти, Словаччини, Ізраїлю і Словенії. Забив три голи.

## Досягнення
- Чемпіон Кіпру (2) : 2001, 2003
- Володар кубка Кіпру (1): 2000
- Володар суперкубка Кіпру (2): 2001, 2003
- Найкращий бомбардир чемпіонату Кіпру (4): 1998 (42), 1999 (35), 2000 (34), 2001 (30)

## Статистика
| Сезон   | Клуб                   | Чемпіонат | Чемпіонат | Чемпіонат | Кубок | Кубок | Єврокубки | Єврокубки | Єврокубки | Всього | Всього |
| Сезон   | Клуб                   | Ліга      | І         | Г         | І     | Г     | Н         | І         | Г         | І      | Г      |
| ------- | ---------------------- | --------- | --------- | --------- | ----- | ----- | --------- | --------- | --------- | ------ | ------ |
| 1991/92 | Блау-Вайс (Берлін)     | Д-2       | 18        | 6         | 1     | 0     | —         | —         | —         | 19     | 6      |
| 1992/93 | «Меппен»               | Д-2       | 38        | 8         | 2     | 1     | —         | —         | —         | 40     | 9      |
| 1993/94 | «Меппен»               | Д-2       | 35        | 14        | 1     | 1     | —         | —         | —         | 36     | 15     |
| 1994/95 | «Меппен»               | Д-2       | 32        | 15        | 1     | 0     | —         | —         | —         | 33     | 15     |
| 1995/96 | «Айнтрахт» (Франкфурт) | Д-1       | 26        | 4         | 2     | 0     | ІТ        | 2         | 0         | 30     | 4      |
| 1996/97 | «Армінія» (Білефельд)  | Д-1       | 4         | 0         | 1     | 1     | —         | —         | —         | 5      | 1      |
| 1996/97 | ЛАСК (Лінц)            | Д-1       | 16        | 3         | 2     | 0     | —         | —         | —         |        |        |
| 1997/98 | «Омонія» (Нікосія)     | Д-1       | 25        | 42        |       |       | —         | —         | —         |        |        |
| 1998/99 | «Омонія» (Нікосія)     | Д-1       | 26        | 35        |       |       | КУ        | 4         | 3         |        |        |
| 1999/00 | «Омонія» (Нікосія)     | Д-1       | 26        | 34        | 1+    | 2+    | КУ        | 4         | 4         |        |        |
| 2000/01 | «Омонія» (Нікосія)     | Д-1       | 24        | 30        |       |       | КУ        | 2         | 0         |        |        |
| 2001/02 | «Омонія» (Нікосія)     | Д-1       | 23        | 16        |       |       | ЛЧ        | 2         | 0         |        |        |
| 2002/03 | «Омонія» (Нікосія)     | Д-1       | 25        | 32        |       |       | —         | —         | —         |        |        |
| 2003/04 | «Омонія» (Нікосія)     | Д-1       | 4         | 3         |       |       | ЛЧ        | 4         | 4         |        |        |

У збірній:
| № | Дата       | Місце проведення | Суперник   | Результат | Голи             | Турнір              |
| - | ---------- | ---------------- | ---------- | --------- | ---------------- | ------------------- |
| 1 | 07.09.2002 | Строволос        | Франція    | 1–2       |                  | відбір на Євро-2004 |
| 2 | 20.11.2002 | Строволос        | Мальта     | 2–1       | (Маріо Мускат)   | відбір на Євро-2004 |
| 3 | 13.02.2003 | Ларнака          | Словаччина | 1-3       | (Мирослав Коніг) |                     |
| 4 | 29.03.2003 | Лімассол         | Ізраїль    | 1-1       | (Дуду Ават)      | відбір на Євро-2004 |
| 5 | 02.04.2003 | Любляна          | Словенія   | 1-4       |                  | відбір на Євро-2004 |